# Tribal Ink
Tribal Ink é uma banda sueca de rap rock formada em 2002. Eles ficaram famosos em 2007, quando a música "Refugee" foi propositalmente colocada para baixar com o nome de "What I've Done", single do Linkin Park.

## Integrantes
- Funky Dan - vocal
- Lonne - guitarra
- Niels - guitarra
- Uffe - baixo
- Stojan - bateria

## Discografia
Álbuns
- 2003: Surrounded by Freaks

## Influências
A banda afirmou que essas foram as bandas que eles se inspiraram para começar uma carreira musical.
- Linkin Park
- Papa Roach
- P.O.D.